# Deschampsia elongata
Deschampsia elongata là một loài thực vật có hoa trong họ Hòa thảo. Loài này được (Hook.) Munro mô tả khoa học đầu tiên năm 1857.

## Hình ảnh

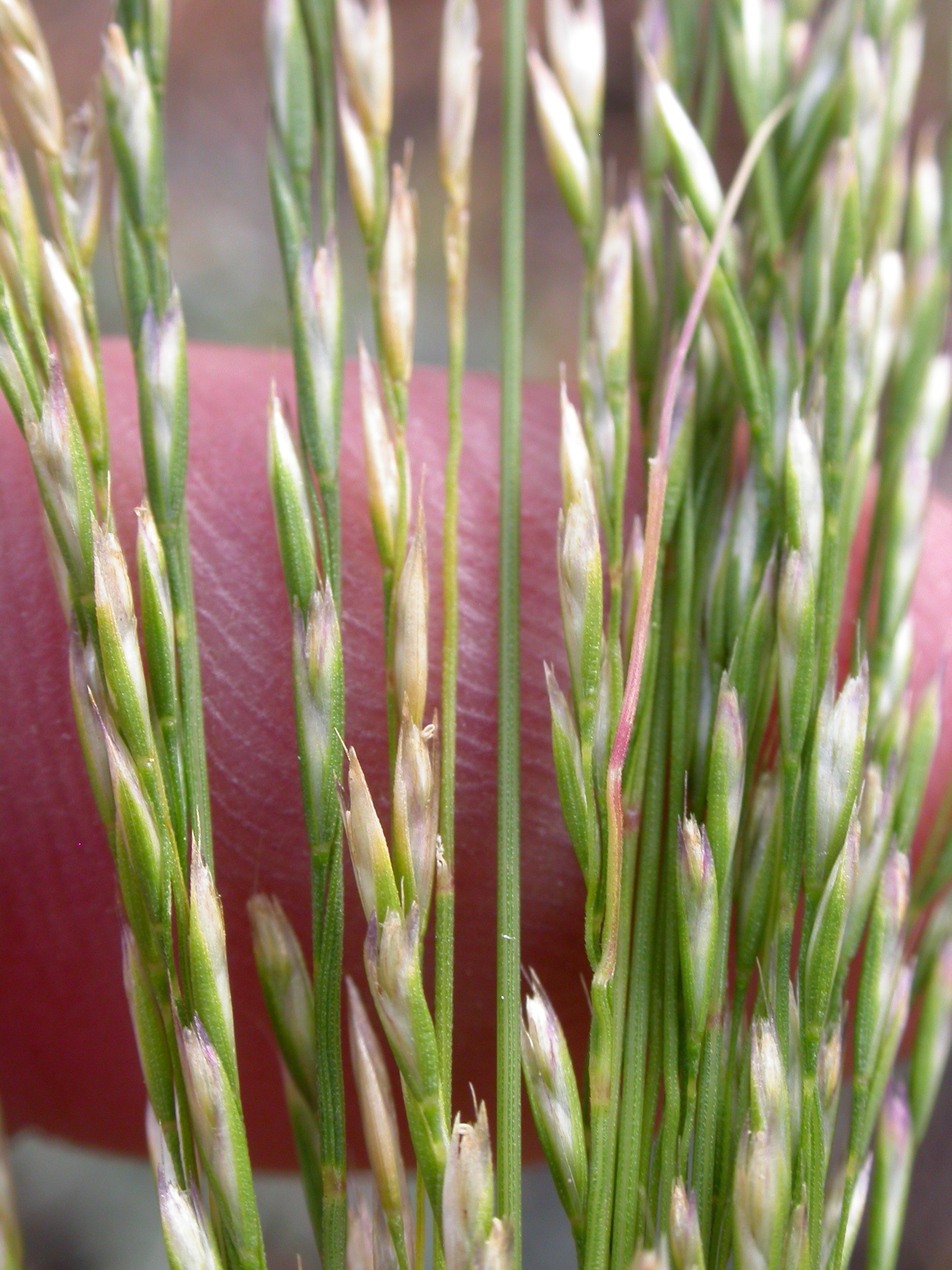
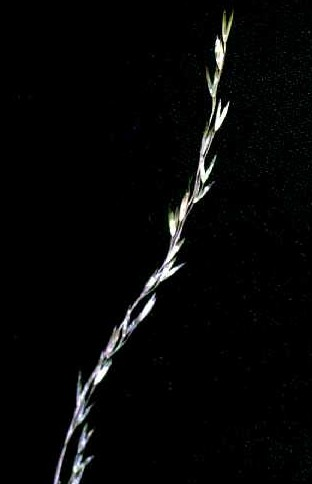
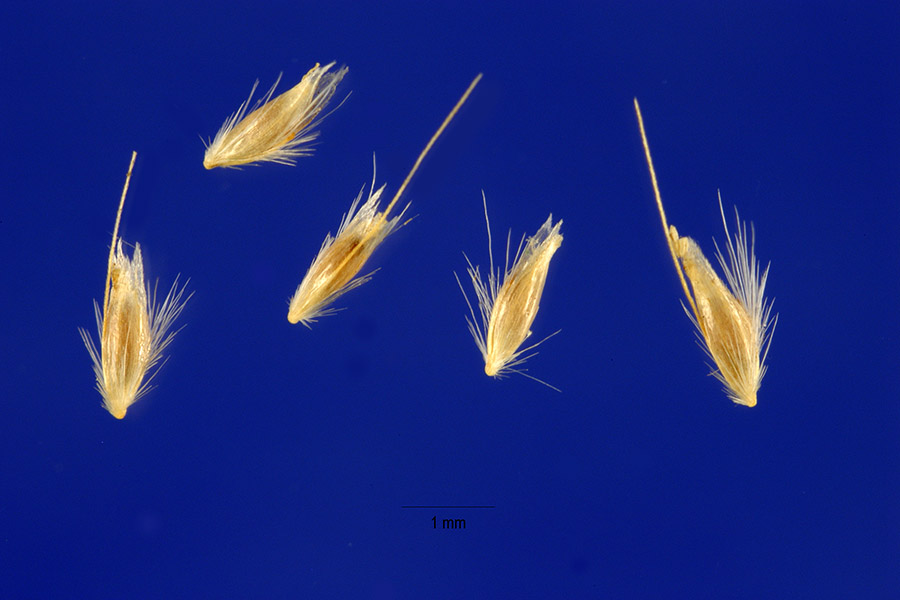
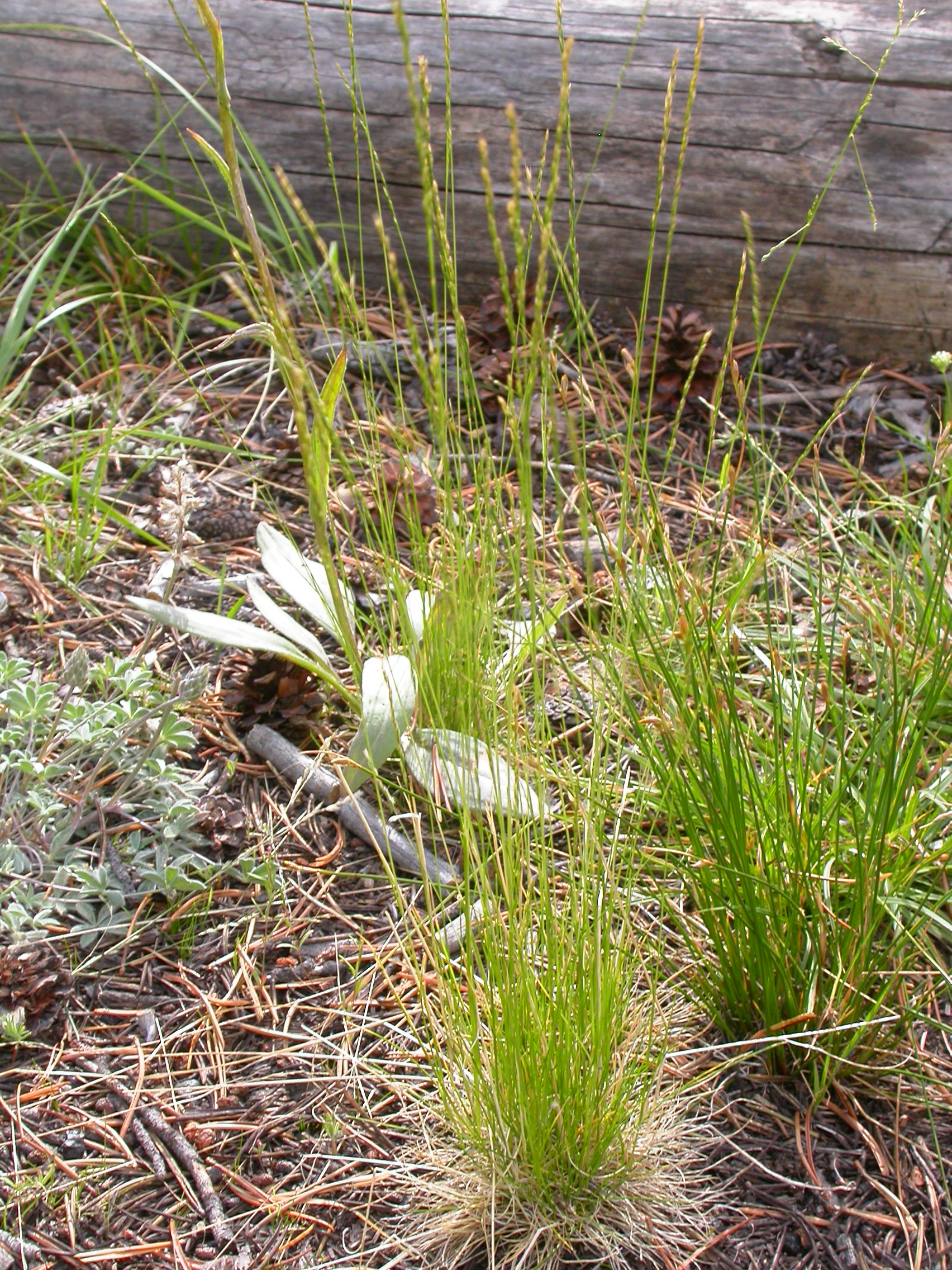